# Hotel Brioni
Hotel Brioni jedan je od hotela u pulskom turističkom naselju Punta Verudeli smješten na zapadnom dijelu poluotoka Verudele tik uz morsku obalu. Hotel je nastao prema projektu arhitekta Milana Kušana iz 1971. godine. Osim soba i apartmana za odmor hotel Brioni ima dvije kongresne dvorane, jednu s 200 mjesta i drugu s 50 mjesta, pa je česta destinacija kongresnoga turizma. Udaljen je 4 kilometra od centra Pule.
Vlasnik hotela je Arenaturist koji djeluje u sklopu hotelskoga lanca Park Plaze.

## Više informacija
- Verudela

## Vanjske poveznice
- Službene stranice hotela  Arhivirana inačica izvorne stranice od 2. rujna 2011. (Wayback Machine)